# Synagogue de Neuilly
La synagogue de Neuilly, lieu de culte juif situé 12 rue Ancelle à Neuilly-sur-Seine datant de 1878, est la plus vieille synagogue de la banlieue parisienne. La synagogue appartient au Consistoire israélite de Paris. 

## Histoire

### Début de la présence juive à Neuilly: le Refuge
Le premier bâtiment significatif de la présence juive à Neuilly est la Maison de refuge pour l'enfance israélite, un foyer créé en 1866 par Coralie Cahen qui accueille aussi des prostituées et leurs enfants. D'abord situé à Romainville puis à Neuilly, boulevard Eugène (aujourd'hui, boulevard Victor Hugo), il est déplacé en 1883 au 19, boulevard de la Saussaye, où il existera jusque dans les années 1980. Plus connu sous le nom abrégé de « Refuge », il abrita de nombreux jeunes juifs isolés, sans famille, après la seconde guerre mondiale puis après l'indépendance de l'Algérie.

### La synagogue
Dès 1869, il existe une communauté installée dans un appartement au 15 de la rue Louis-Philippe. Le président, Godchaux Oulry, originaire de Lorraine, parvient à réunir les fonds nécessaires à la construction d'une synagogue. L'architecte en est Émile Ullmann prix de Rome, qui choisit un style néo-byzantin. L'inauguration peut avoir lieu en 1878. Sur le fronton est écrit en relief « פתחו לי שערי צדק אבא בם אודה יה », citation du Psaume 118:19, traduit par « Ouvrez-moi les portes de la justice : J’entrerai, je louerai l’Éternel [יה]. »
Le premier rabbin de Neuilly, en 1888, est Simon Debré, le père du professeur Robert Debré et le grand-père du premier ministre du général de Gaulle, Michel Debré. 
La communauté se développe jusqu'à la Seconde Guerre mondiale et en 1937 son agrandissement est confié aux architectes Germain Debré et Julien Hirsch qui la transforment de façon significative en style Art déco avec une entrée principale sur la rue Ancelle. 
Comme pour toutes les communautés juives, la guerre est désastreuse, même si la synagogue reste ouverte durant toute la durée de la guerre. Le rabbin Robert Meyers et son épouse née Suzanne Bauer sont arrêtés en Haute-Savoie à Annemasse, où ils étaient réfugiés, puis sont déportés et assassinés en 1943 à Auschwitz. Une plaque à l'extérieur de la synagogue commémore toutes les déportations de Juifs neuilléens et une autre, l'action courageuse des Justes parmi les Nations de Neuilly. Rue Édouard Nortier, une autre plaque rappelle les noms des 17 enfants âgés de 3 à 11 ans, abrités dans une ancienne clinique tenue par des Sœurs, raflés le 25 juillet 1944, déportés et  assassinés par les Nazis. 
La renaissance après la guerre est difficile. Il faut citer les efforts du rabbin David Feuerwerker (il est le rabbin de 1946 à 1948) pour créer un cercle d'études et un cercle de jeunes. Le rabbin René Kapel lui succède pendant un an (1948-1949). En 1949, le rabbin Édouard Gourévitch, qui s'est distingué par son engagement au sein de la Résistance, poursuit l'œuvre de ses prédécesseurs. Les premiers fidèles sefardim arrivent dans les années 1960 et au début des années 1970, la communauté séfarade algéroise de l'Oratoire d'Auteuil à l'ENIO fusionne avec la communauté de Neuilly qui se dote de deux co-présidents, Isidore Frankforter et Joseph Aïm, tandis que de nombreux fidèles de la synagogue de la rue Saint-Lazare rejoignent la communauté de Neuilly. L'apport séfarade devient alors déterminant : les offices deviennent plus nombreux et plus fréquentés, l'orgue et le chœur disparaissent, les femmes regagnent la galerie supérieure. Le hazzan ashkénaze, Marcel Papier, prend sa retraite et est remplacé par Michel Abib dont le successeur est en 1980 Maurice Abourmad, auquel succède en 2009 Abraham Kohen.  
À partir de 1975, le rabbin Jérôme Cahen et son épouse relancent l'activité communautaire en se tournant résolument vers la jeunesse. En 1978, le centenaire de la synagogue est célébré en présence des autorités et de l'ancien premier ministre Michel Debré. Le rabbin Alexis Blum succède à Jérôme Cahen, décédé en 1988. 
Après la fondation en 1999 de l'Université Juive Européenne fondée par le grand rabbin René-Samuel Sirat et le rabbin Claude Sultan au 11, rue Ancelle, le centre culturel Jérôme Cahen est créé en 2004 dans l'immeuble mitoyen de la synagogue, à l'initiative de Laurent Kern (1963-2022), président de la communauté de la 2003 à 2006.
En 2009, le rabbin Michaël Azoulay, membre du Comité consultatif national d'éthique de 2008 à 2013, succède au grand rabbin Alexis Blum.

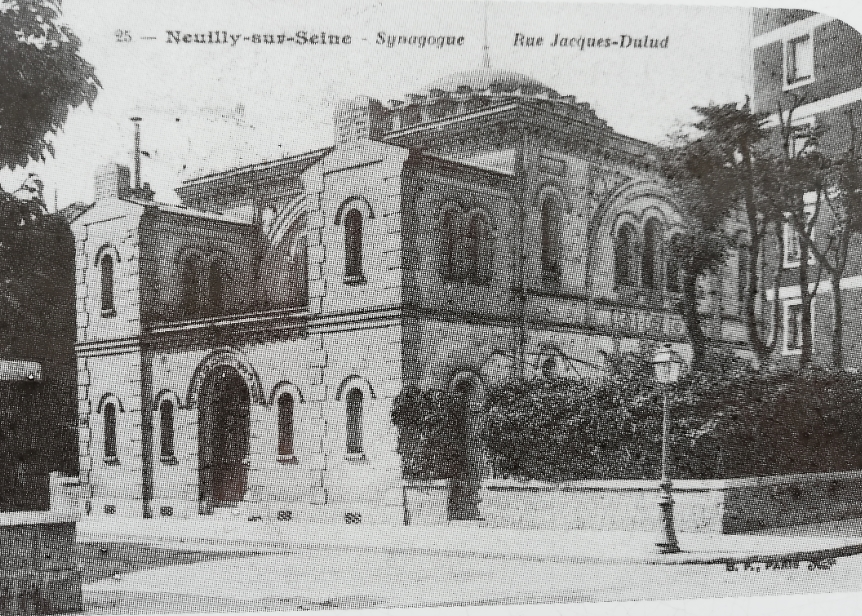
Synagogue de Neuilly au début du XXe siècle avant son agrandissement.
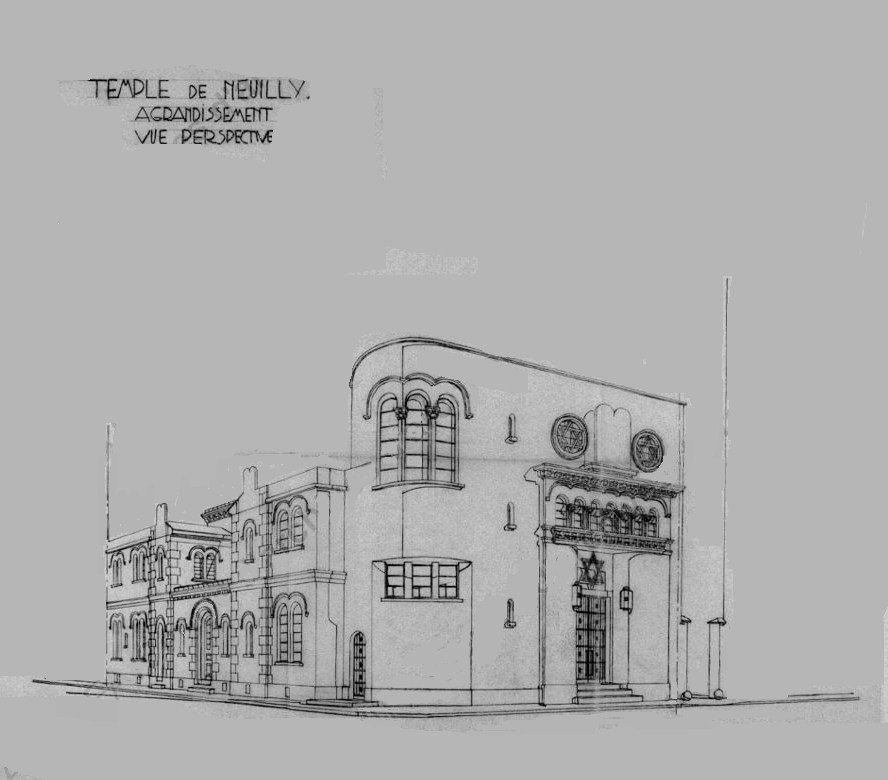
Plan d'agrandissement de la synagogue par les architectes Debré et Hirsch.
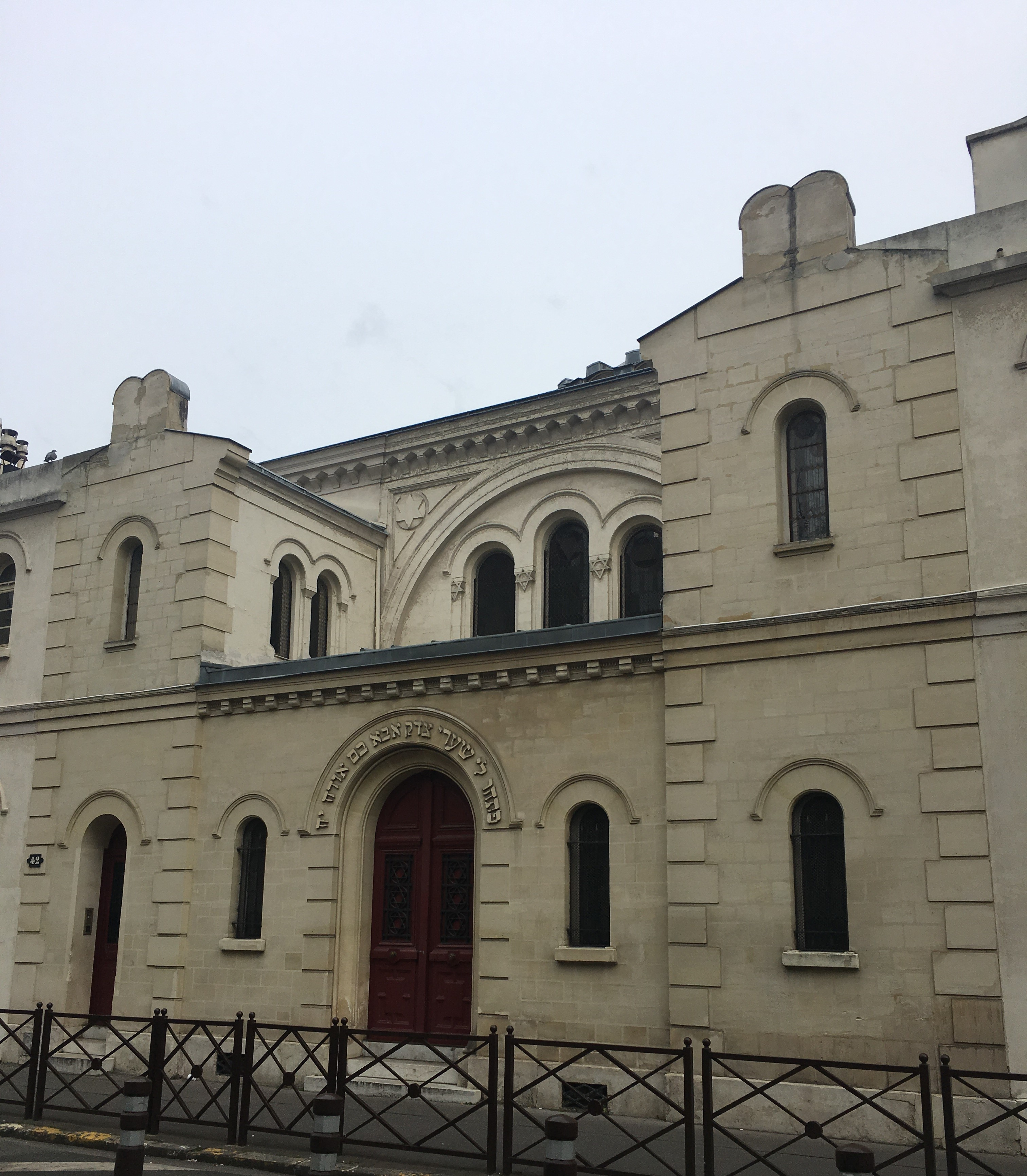
Anciennes entrée et façade de la synagogue de Neuilly, rue Jacques Dulud.

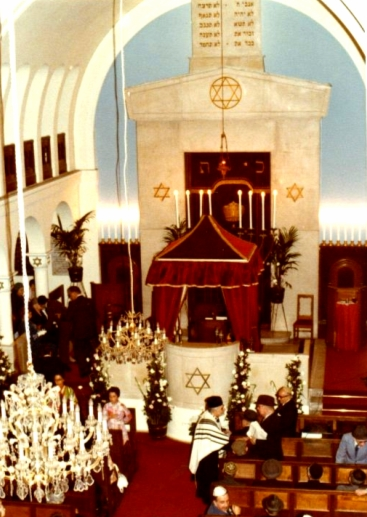
Synagogue de Neuilly : l'Arche Sainte.
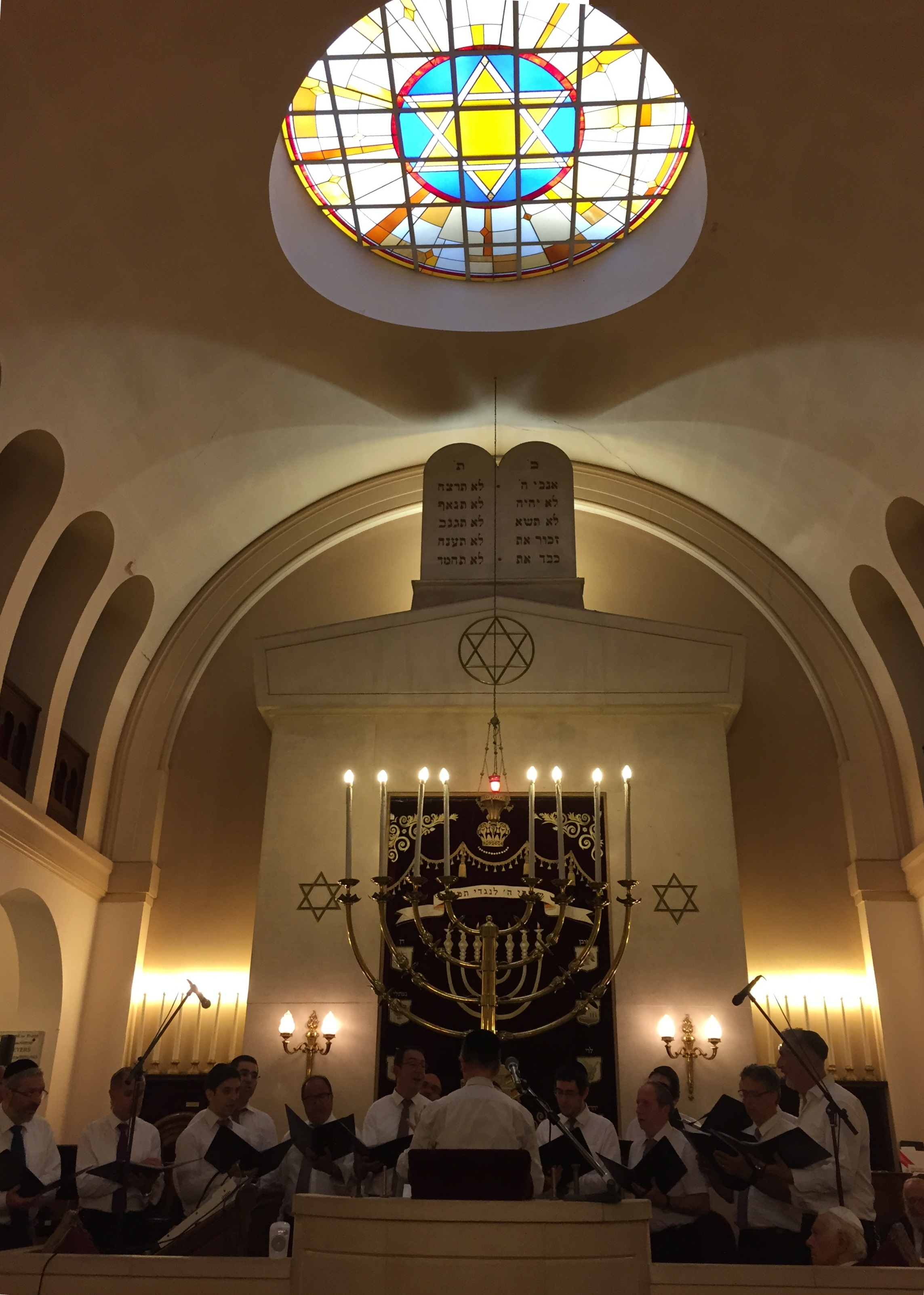
Le vitrail au-dessus de la tebah.
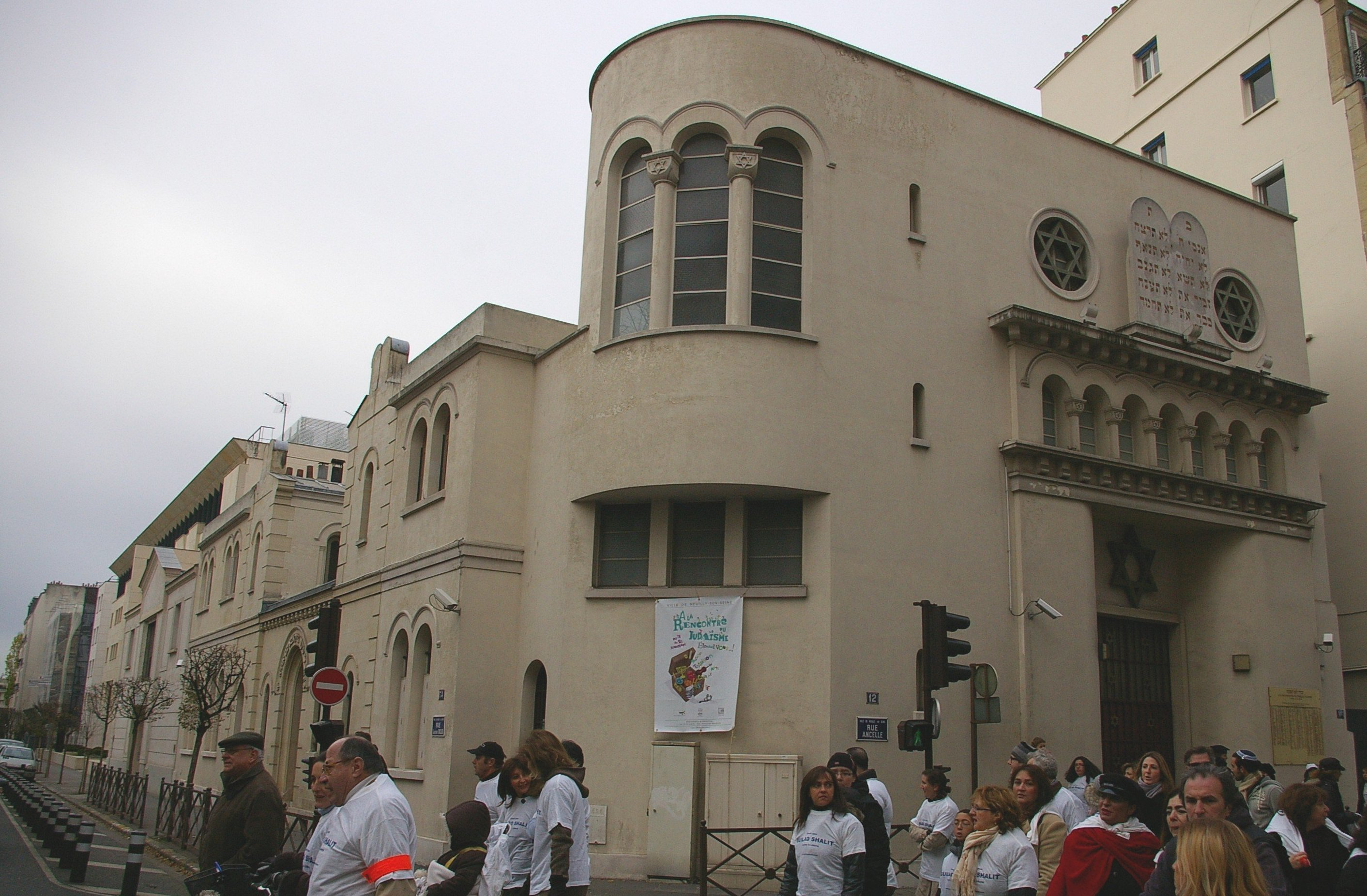
La synagogue de Neuilly lors d'une manifestation pour la libération de Guilad Shalit.
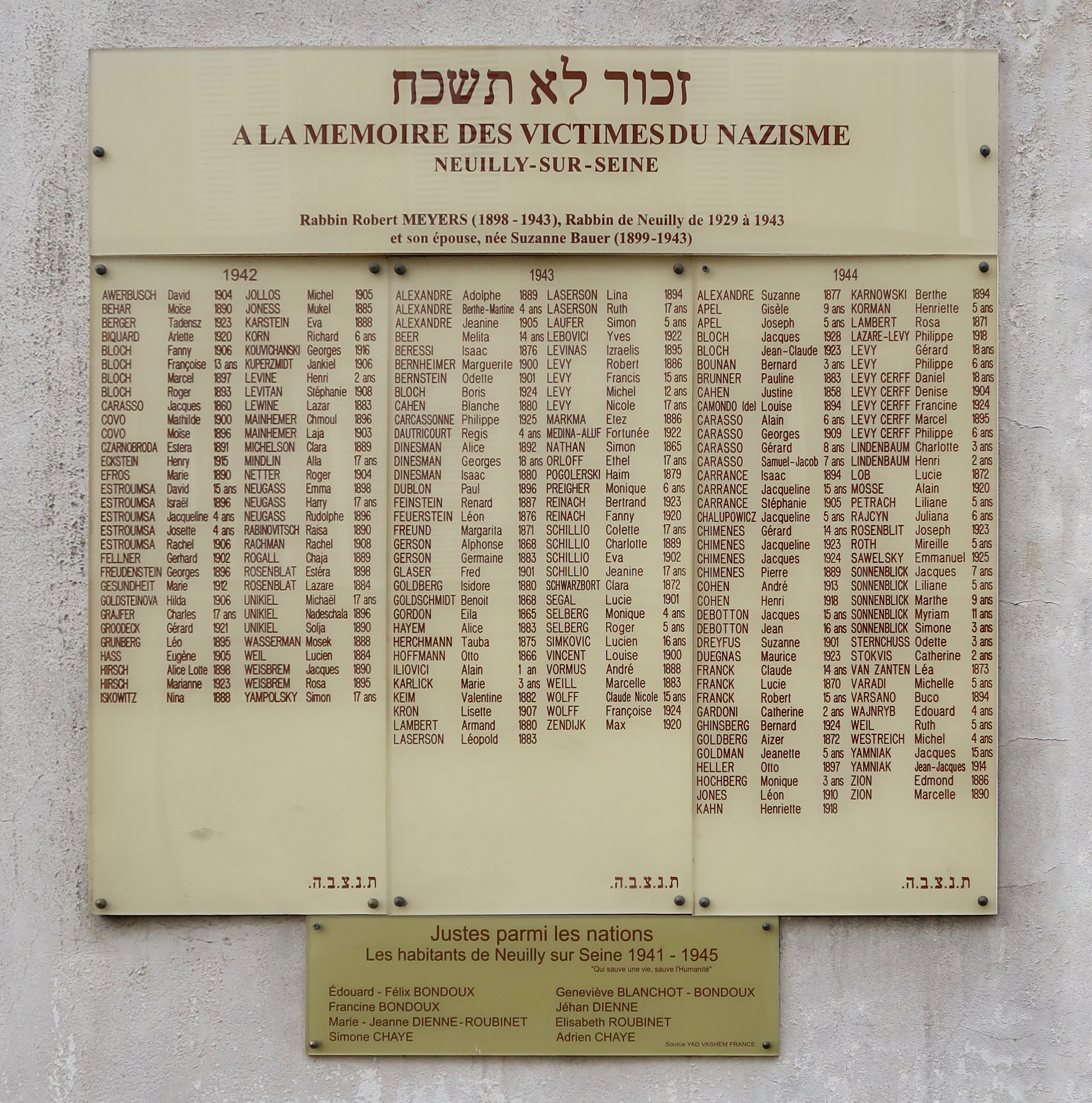
Plaque en mémoire des Juifs victimes du nazisme, 12 rue Ancelle.

### Incident
Le 17 janvier 2015, un homme de nationalité ivoirienne profère des menaces de mort à l'encontre de militaires en faction devant la synagogue. L'homme, qui s'était introduit dans une voiture stationnée devant le bâtiment, écope de six mois de prison ferme.

## Rabbins
- 1888-1939 : Simon Debré
- 1928-1943 : Robert Meyers (mort à Auschwitz)
- 1945-1946 : Henri Soil
- 1946-1948 : David Feuerwerker
- 1948-1949 : René Kapel
- 1949-1975 : Édouard Gourévitch
- 1975-1986 : Jérôme Cahen
- 1988-2009 : Alexis Blum[12]
- Depuis 2009 : Michaël Azoulay[13]

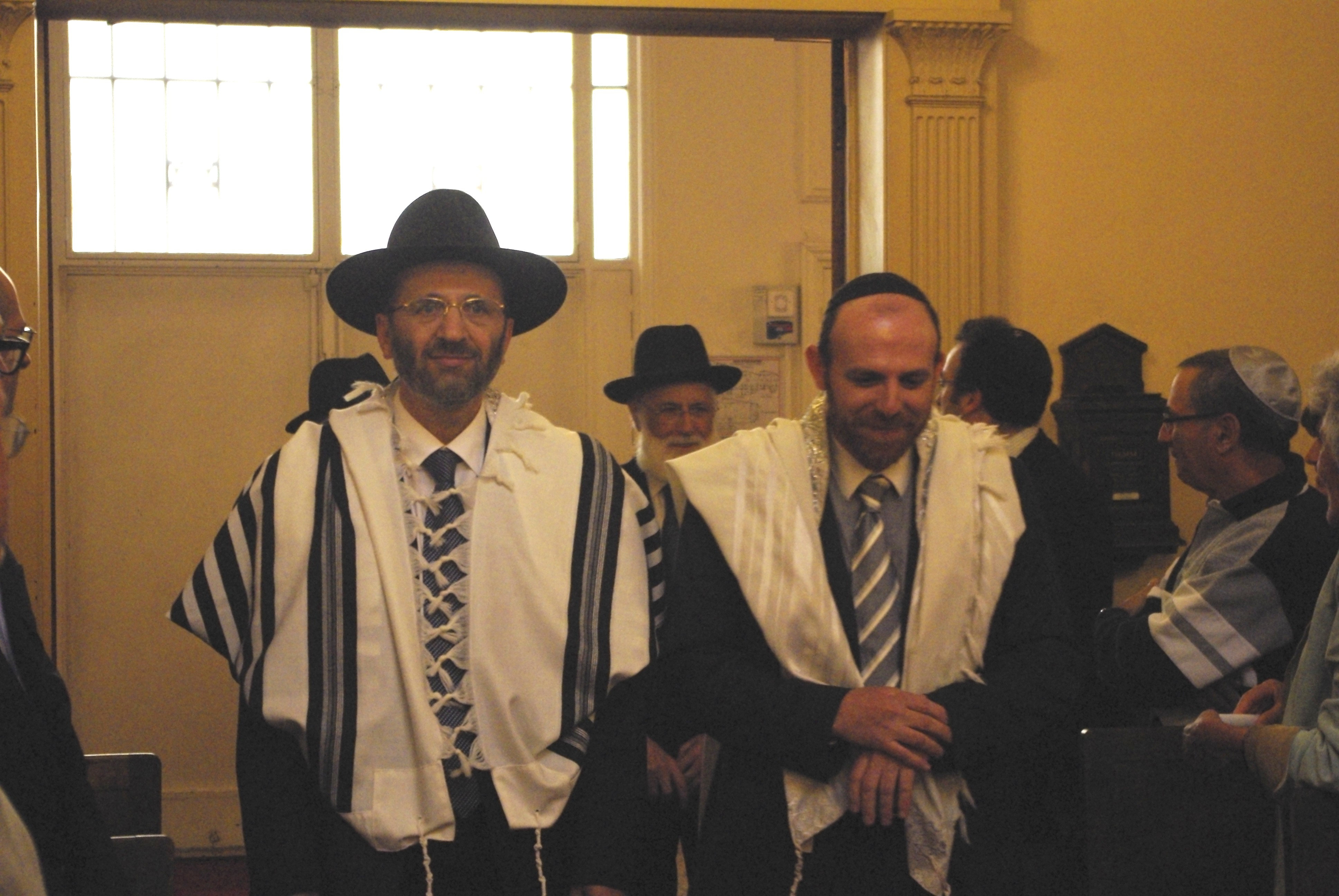
Le rabbin Michaël Azoulay (à droite) lors de son intronisation au côté du grand rabbin de France Gilles Bernheim à la synagogue de Neuilly, le 13 septembre 2009.
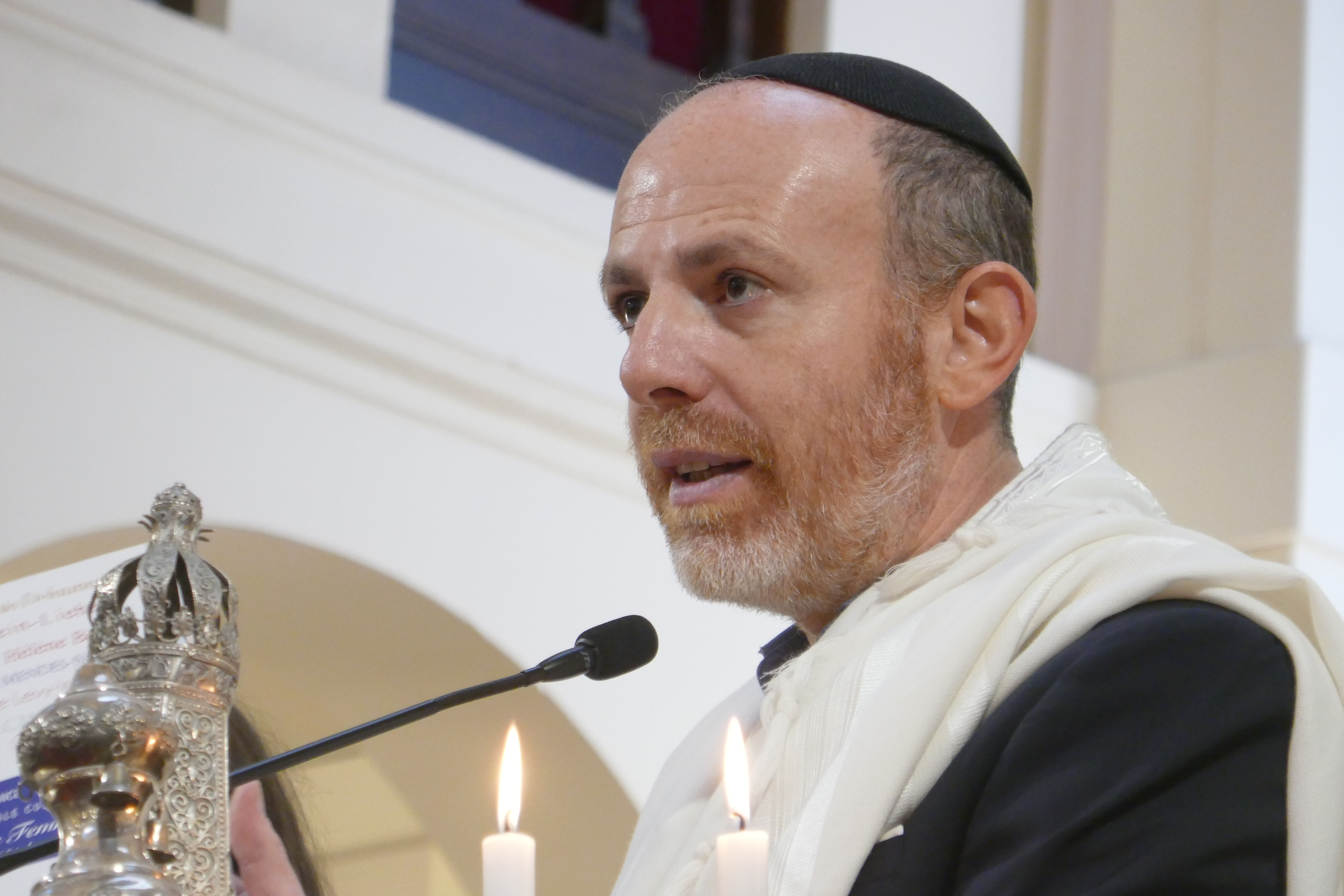
Le rabbin Michaël Azoulay à la synagogue de Neuilly en 2023.